# Municipio de Barlow
El municipio de Barlow (en inglés: Barlow Township) es un municipio ubicado en el condado de Washington en el estado estadounidense de Ohio. En el año 2010 tenía una población de 2618 habitantes y una densidad poblacional de 31,82 personas por km².

## Geografía
El municipio de Barlow se encuentra ubicado en las coordenadas 39°24′23″N 81°38′31″O / 39.40639, -81.64194. Según la Oficina del Censo de los Estados Unidos, el municipio tiene una superficie total de 82.27 km², de la cual 81,95 km² corresponden a tierra firme y (0,38 %) 0,32 km² es agua.

## Demografía
Según el censo de 2010, había 2618 personas residiendo en el municipio de Barlow. La densidad de población era de 31,82 hab./km². De los 2618 habitantes, el municipio de Barlow estaba compuesto por el 96,52 % blancos, el 1,07 % eran afroamericanos, el 0,34 % eran amerindios, el 0,31 % eran asiáticos, el 0,04 % eran isleños del Pacífico y el 1,72 % eran de una mezcla de razas. Del total de la población el 0,92 % eran hispanos o latinos de cualquier raza.